# Walter Candussi
Walter Candussi (* 1948 in Sankt Veit an der Glan; † 31. Juli 2014) war ein österreichischer Politiker (FPÖ). Von 1985 bis 1991 war er Vizebürgermeister der Landeshauptstadt Klagenfurt am Wörthersee.

## Biographie
Candussis Karriere in der Stadtpolitik begann 1981, als er Ersatzgemeinderat für die FPÖ wurde. In den beiden folgenden Jahren war er aktiv als Gemeinderat und darüber hinaus als Fraktionsobmann der Freiheitlichen tätig. Danach übernahm er als Mitglied des Stadtsentates die Agenden Stadtplanung und Tiefbau. Nach den Wahlen des Jahres 1985 wurde Walter Candussi Vizebürgermeister unter Leopold Guggenberger und verblieb bis 1991 in dieser Position. Als Stadtgartenreferent engagierte er sich für die Verschönerung der damals als Gartenstadt vermarkteten Landeshauptstadt.
Candussi war ein politischer Wegbereiter des späteren Landeshauptmannes Jörg Haider, dessen Aufstieg in Kärnten er beförderte. 1991 überwarfen die beiden Politiker sich jedoch miteinander, Candussi zog sich überraschend aus der Politik zurück. Sein Nachfolger als Vizebürgermeister wurde Reinhart Gaugg, ein enger Vertrauter Haiders. Nachdem anfangs ein freiwilliger Rückzug kommuniziert worden war, stellte sich im weiteren Verlauf heraus, dass Candussi aufgrund massiven Drucks durch Haider und Gernot Rumpold zurückgetreten war. Der gerüchtebehaftete und medial ausgeschlachtete Konflikt der beiden Politiker wurde letztlich auch gerichtsanhängig.